# Laguna Sauce
Laguna Sauce o Laguna Azul es un lago de agua dulce ubicado en el distrito homónimo dentro de la provincia de San Martín en la región San Martín, Perú. Está ubicado a 52 km de Tarapoto y a 700 m sobre el nivel del mar. En él se puede practicar la pesca deportiva, natación y otros deportes acuáticos. Actualmente presenta problemas de contaminación.y más que todo hay presencia de cocodrilos que sumergen al fondo de la laguna grupo de reptiles

## Galería

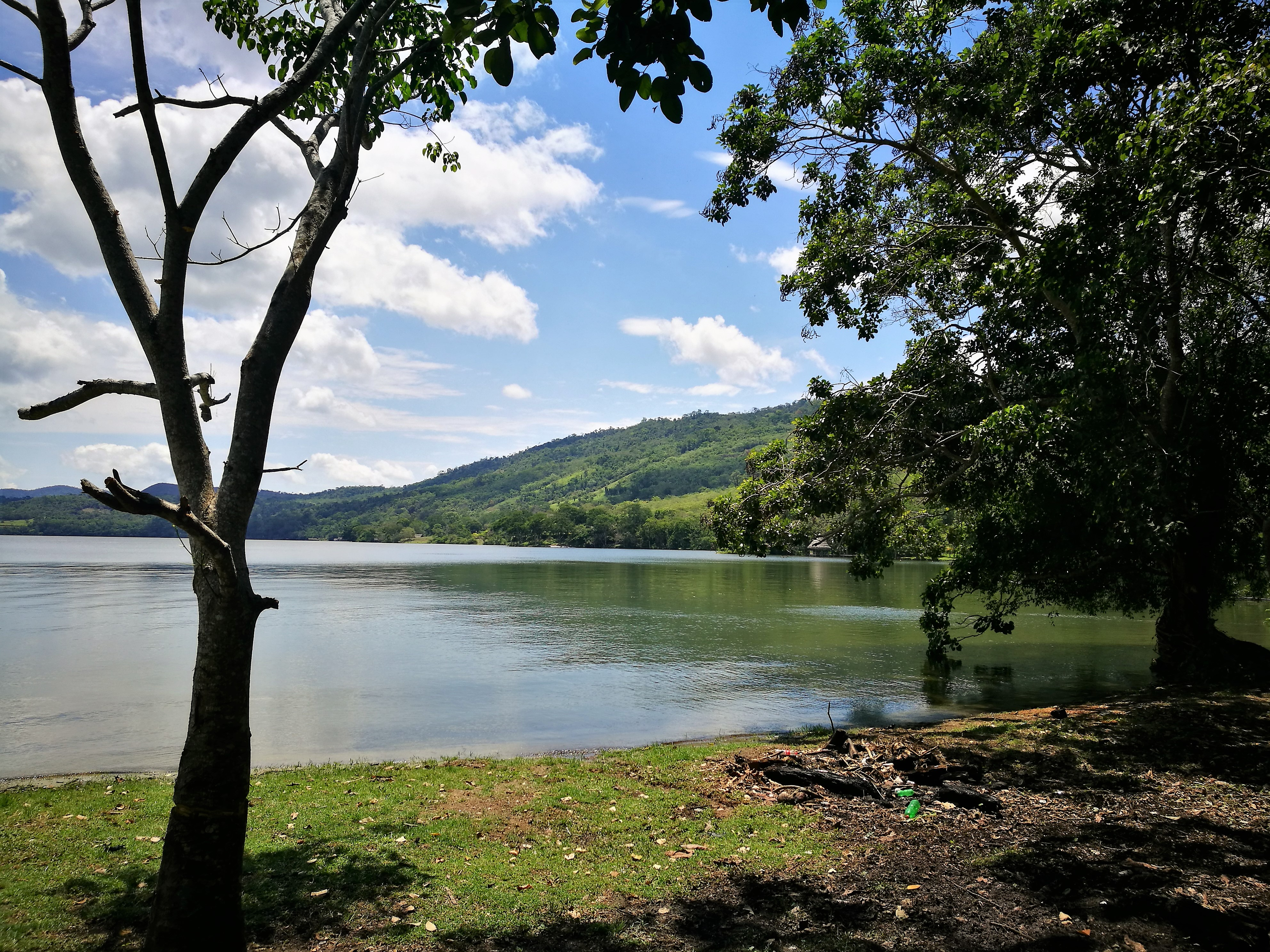
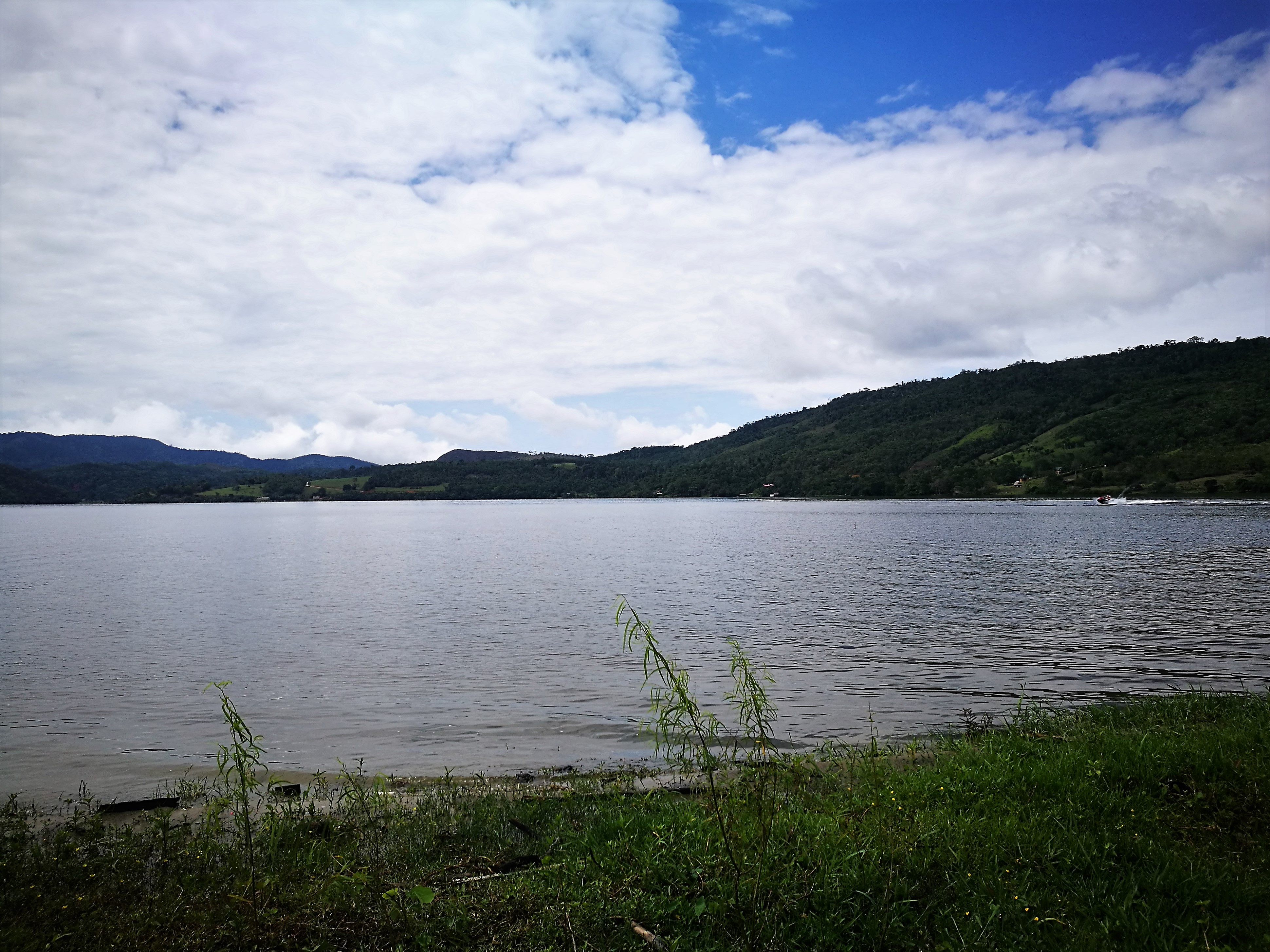
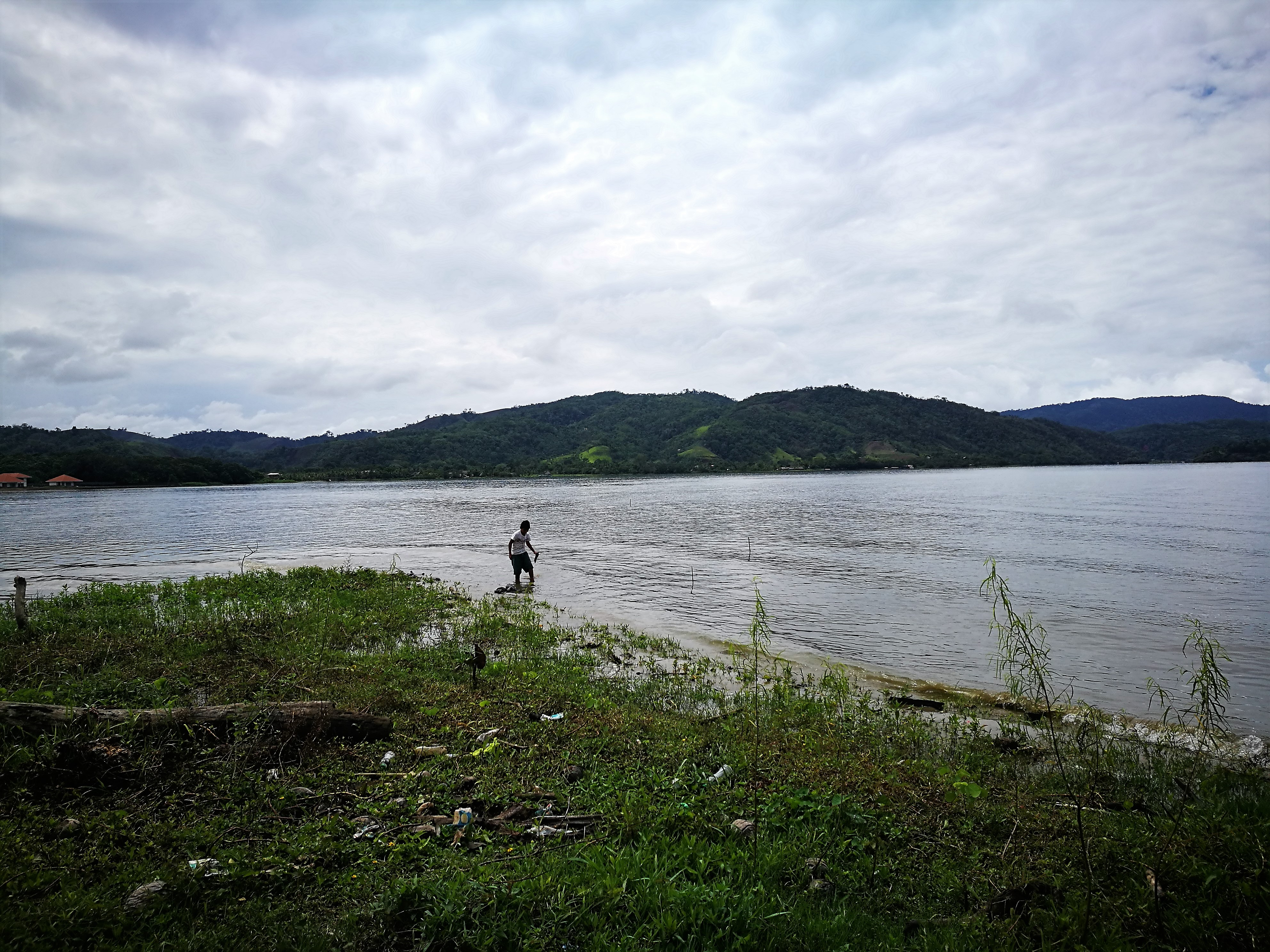
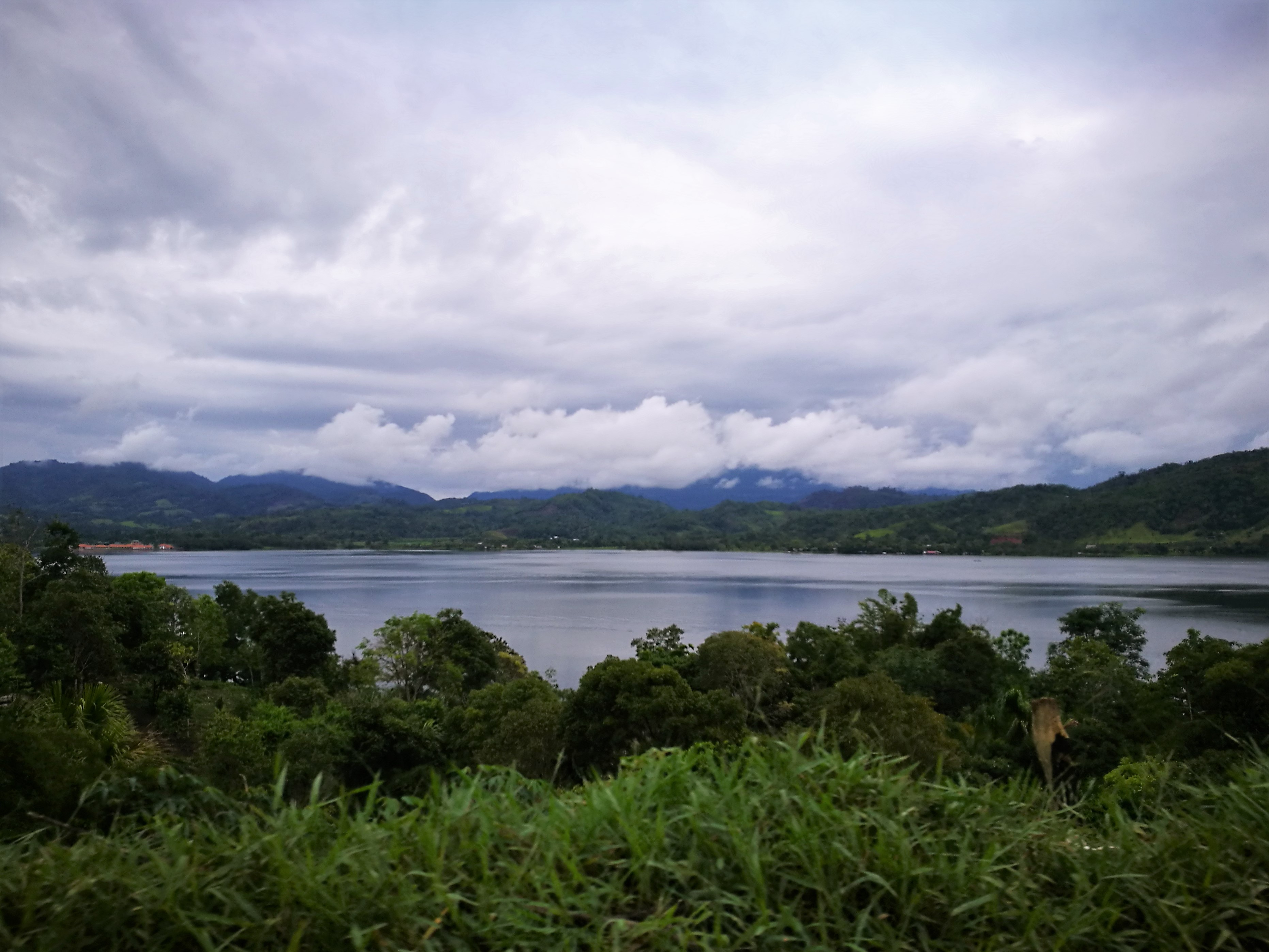